# AFI's 100 Years... 100 Songs
AFI's 100 Years…100 Songs è una classifica delle migliori canzoni del cinema statunitense stilata dalla American Film Institute. 

## Storia
La lista venne rivelata il 22 giugno 2004 durante uno special della CBS con John Travolta, che appare in due dei film della lista, La febbre del sabato sera e Grease.
Cantando sotto la pioggia, Tutti insieme appassionatamente e West Side Story sono i film con maggiori riconoscimenti, con tre canzoni ognuno, mentre il mago di Oz, È nata una stella (undicesimo con la versione del 1954 e sedicesimo con quella del 1976), Funny Girl, e Meet Me in St. Louis hanno due canzoni in classifica.
Sessantuno delle cento canzoni vennero scritte appositamente per un determinato film. Ventuno sono produzioni di Broadway, quattro sono state usate anche in film precedenti. Summertime (numero 52), proviene da un'opera - Porgy and Bess. Quattro canzoni provengono da film d'animazione, tutti prodotti dai Walt Disney Studios (numero 7, numero 19, numero 62 e numero 99).
Judy Garland è la cantante più rappresentata, presente cinque volte nella classifica (numero 76, numero 61, numero 26, numero 11, e al primo posto con Over the Rainbow). Julie Andrews (numero 88, numero 64, numero 36 e numero 10) e Barbra Streisand (numero 46, numero 16, numero 13 e numero 8) hanno ciascuna quattro partecipazioni.

## Criteri
Per poter essere selezionati i film dovevano rispettare i seguenti criteri:
- Formato di lungometraggio - avere una durata di almeno 40 minuti (60 minuti, per la lista aggiornata del 2007),
- Nazionalità - essere in lingua inglese ed avere un significativo apporto creativo o finanziario dagli Stati Uniti,
- Riconoscimento critico - avere ottenuto un formale riconoscimento da parte della critica,
- Premi - aver ottenuto riconoscimenti in eventi competitivi, festivals e premi assegnati dalla comunità cinematografica,
- Popolarità nel tempo - aver avuto grande diffusione nelle sale cinematografiche, in home video e trasmissione sulle reti televisive
- Importanza storica - aver rappresentato un momento significativo della storia del cinema, per innovazioni tecniche, narrative, visive, o altri particolari meriti,
- Impatto culturale - aver lasciato il segno nella società statunitense.

## La lista
| N.  | Canzone                                                     | Film                                      | Anno | Cantante                                                   |
| --- | ----------------------------------------------------------- | ----------------------------------------- | ---- | ---------------------------------------------------------- |
| 1   | Over the Rainbow                                            | Il mago di Oz                             | 1939 | Judy Garland                                               |
| 2   | As Time Goes By                                             | Casablanca                                | 1942 | Dooley Wilson                                              |
| 3   | Singin' in the Rain                                         | Cantando sotto la pioggia                 | 1952 | Gene Kelly                                                 |
| 4   | Moon River                                                  | Colazione da Tiffany                      | 1961 | Audrey Hepburn                                             |
| 5   | White Christmas                                             | La taverna dell'allegria                  | 1942 | Bing Crosby                                                |
| 6   | Mrs. Robinson                                               | Il laureato                               | 1967 | Simon & Garfunkel                                          |
| 7   | When You Wish Upon a Star                                   | Pinocchio                                 | 1940 | Cliff Edwards                                              |
| 8   | The Way We Were                                             | Come eravamo                              | 1973 | Barbra Streisand                                           |
| 9   | Stayin' Alive                                               | La febbre del sabato sera                 | 1977 | The Bee Gees                                               |
| 10  | The Sound of Music                                          | Tutti insieme appassionatamente           | 1965 | Julie Andrews                                              |
| 11  | The Man that Got Away                                       | È nata una stella                         | 1954 | Judy Garland                                               |
| 12  | Diamonds Are a Girl's Best Friend                           | Gli uomini preferiscono le bionde         | 1953 | Marilyn Monroe (doppiata parzialmente da Marni Nixon)      |
| 13  | People                                                      | Funny Girl                                | 1968 | Barbra Streisand                                           |
| 14  | My Heart Will Go On                                         | Titanic                                   | 1997 | Céline Dion                                                |
| 15  | Cheek to Cheek                                              | Cappello a cilindro                       | 1935 | Fred Astaire                                               |
| 16  | Evergreen (Love Theme from A Star Is Born)                  | È nata una stella                         | 1976 | Barbra Streisand                                           |
| 17  | I Could Have Danced All Night                               | My Fair Lady                              | 1964 | Marni Nixon                                                |
| 18  | Cabaret                                                     | Cabaret                                   | 1972 | Liza Minnelli                                              |
| 19  | Some Day My Prince Will Come                                | Biancaneve e i sette nani                 | 1937 | Adriana Caselotti                                          |
| 20  | Somewhere                                                   | West Side Story                           | 1961 | Reri Grist                                                 |
| 21  | Jailhouse Rock                                              | Il delinquente del rock and roll          | 1957 | Elvis Presley                                              |
| 22  | Everybody's Talkin'                                         | Un uomo da marciapiede                    | 1969 | Harry Nilsson                                              |
| 23  | Raindrops Keep Fallin' on My Head                           | Butch Cassidy                             | 1969 | B.J. Thomas                                                |
| 24  | Ol' Man River                                               | La canzone di Magnolia                    | 1936 | Paul Robeson                                               |
| 25  | The Ballad of High Noon (Do Not Forsake Me, Oh My Darlin' ) | Mezzogiorno di fuoco                      | 1952 | Tex Ritter                                                 |
| 26  | The Trolley Song                                            | Incontriamoci a Saint Louis               | 1944 | Judy Garland                                               |
| 27  | Unchained Melody                                            | Ghost                                     | 1990 | The Righteous Brothers                                     |
| 28  | Some Enchanted Evening                                      | South Pacific                             | 1958 | Giorgio Tozzi                                              |
| 29  | Born to Be Wild                                             | Easy Rider                                | 1969 | Steppenwolf                                                |
| 30  | Stormy Weather                                              | Stormy Weather                            | 1943 | Lena Horne                                                 |
| 31  | Theme from New York, New York                               | New York, New York                        | 1977 | Liza Minnelli                                              |
| 32  | I Got Rhythm                                                | Un americano a Parigi                     | 1951 | Gene Kelly e il coro bianco della MGM                      |
| 33  | Aquarius                                                    | Hair                                      | 1979 | The 5th Dimension                                          |
| 34  | Let's Call the Whole Thing Off                              | Voglio danzare con te                     | 1937 | Fred Astaire e Ginger Rogers                               |
| 35  | America                                                     | West Side Story                           | 1961 | Rita Moreno                                                |
| 36  | Supercalifragilisticexpialidocious                          | Mary Poppins                              | 1964 | Julie Andrews e Dick Van Dyke                              |
| 37  | Swinging on a Star                                          | La mia via                                | 1944 | Bing Crosby                                                |
| 38  | Theme from Shaft                                            | Shaft il detective                        | 1971 | Isaac Hayes                                                |
| 39  | Days of Wine and Roses                                      | I giorni del vino e delle rose            | 1962 | Henry Mancini                                              |
| 40  | Fight the Power                                             | Fa' la cosa giusta                        | 1989 | Public Enemy                                               |
| 41  | New York, New York                                          | Un giorno a New York                      | 1949 | Gene Kelly, Frank Sinatra e Jules Munshin                  |
| 42  | Luck Be a Lady                                              | Bulli e pupe                              | 1955 | Marlon Brando                                              |
| 43  | The Way You Look Tonight                                    | Follie d'inverno                          | 1936 | Fred Astaire                                               |
| 44  | Wind Beneath My Wings                                       | Spiagge                                   | 1988 | Bette Midler                                               |
| 45  | That's Entertainment                                        | Spettacolo di varietà                     | 1953 | Fred Astaire, Jack Buchanan, Nanette Fabray e Oscar Levant |
| 46  | Don't Rain on My Parade                                     | Funny Girl                                | 1968 | Barbra Streisand                                           |
| 47  | Zip-a-Dee-Doo-Dah                                           | I racconti dello zio Tom/Song of the Sout | 1946 | James Baskett                                              |
| 48  | Que Sera, Sera (Whatever Will Be, Will Be)                  | L'uomo che sapeva troppo                  | 1956 | Doris Day                                                  |
| 49  | Make 'Em Laugh                                              | Cantando sotto la pioggia                 | 1952 | Donald O'Connor                                            |
| 50  | Rock Around the Clock                                       | Il seme della violenza                    | 1955 | Bill Haley & His Comets                                    |
| 51  | Fame                                                        | Saranno famosi                            | 1980 | Irene Cara                                                 |
| 52  | Summertime                                                  | Porgy and Bess                            | 1959 |                                                            |
| 53  | Goldfinger                                                  | Agente 007 - Missione Goldfinger          | 1964 | Shirley Bassey                                             |
| 54  | Shall We Dance?                                             | Il re ed io                               | 1956 | Marni Nixon e Yul Brynner                                  |
| 55  | Flashdance... What a Feeling                                | Flashdance                                | 1983 | Irene Cara                                                 |
| 56  | Thank Heaven for Little Girls                               | Gigi                                      | 1958 | Maurice Chevalier                                          |
| 57  | The Windmills of Your Mind                                  | Il caso Thomas Crown                      | 1968 | Noel Harrison                                              |
| 58  | Gonna Fly Now                                               | Rocky                                     | 1976 | Bill Conti                                                 |
| 59  | Tonight                                                     | West Side Story                           | 1961 | Marni Nixon                                                |
| 60  | It Had to Be You                                            | Harry, ti presento Sally...               | 1989 | Harry Connick Jr.                                          |
| 61  | Get Happy                                                   | L'allegra fattoria                        | 1950 | Judy Garland                                               |
| 62  | Beauty and the Beast                                        | La bella e la bestia                      | 1991 | Angela Lansbury                                            |
| 63  | Thanks for the Memory                                       | The Big Broadcast of 1938                 | 1938 | Bob Hope e Shirley Ross                                    |
| 64  | My Favorite Things                                          | Tutti insieme appassionatamente           | 1965 | Julie Andrews                                              |
| 65  | I Will Always Love You                                      | Guardia del corpo                         | 1992 | Whitney Houston                                            |
| 66  | Suicide Is Painless                                         | MASH                                      | 1970 | Johnny Mandel e Mike Altman                                |
| 67  | Nobody Does It Better                                       | Agente 007 - La spia che mi amava         | 1977 | Carly Simon                                                |
| 68  | Streets of Philadelphia                                     | Philadelphia                              | 1993 | Bruce Springsteen                                          |
| 69  | On the Good Ship Lollipop                                   | La mascotte dell'aeroporto                | 1934 | Shirley Temple                                             |
| 70  | Summer Nights                                               | Grease                                    | 1978 | John Travolta e Olivia Newton-John                         |
| 71  | The Yankee Doodle Boy                                       | Ribalta di gloria                         | 1942 | James Cagney                                               |
| 72  | Good Morning                                                | Cantando sotto la pioggia                 | 1952 | Gene Kelly, Donald O'Connor e Debbie Reynolds              |
| 73  | Isn't It Romantic?                                          | Amami stanotte                            | 1932 |                                                            |
| 74  | Rainbow Connection                                          | Tutti a Hollywood con i Muppet            | 1979 | Kermit the Frog                                            |
| 75  | Up Where We Belong                                          | Ufficiale e gentiluomo                    | 1982 | Joe Cocker e Jennifer Warnes                               |
| 76  | Have Yourself a Merry Little Christmas                      | Incontriamoci a Saint Louis               | 1944 | Judy Garland                                               |
| 77  | The Shadow of Your Smile                                    | The Sandpiper                             | 1965 |                                                            |
| 78  | 9 to 5                                                      | Dalle 9 alle 5... orario continuato       | 1980 | Dolly Parton                                               |
| 79  | Arthur's Theme (Best That You Can Do)                       | Arturo                                    | 1981 | Christopher Cross                                          |
| 80  | Springtime for Hitler                                       | Per favore, non toccate le vecchiette     | 1968 | George Gershwin                                            |
| 81  | I'm Easy                                                    | Nashville                                 | 1975 | Keith Carradine                                            |
| 82  | Ding-Dong! The Witch Is Dead                                | Il mago di Oz                             | 1939 | The Munchkins                                              |
| 83  | The Rose                                                    | The Rose                                  | 1979 | Bette Midler                                               |
| 84  | Put the Blame on Mame                                       | Gilda                                     | 1946 | Rita Hayworth                                              |
| 85  | Come What May                                               | Moulin Rouge!                             | 2001 | Nicole Kidman e Ewan McGregor                              |
| 86  | (I've Had) The Time of My Life                              | Dirty Dancing                             | 1987 | Bill Medley e Jennifer Warnes                              |
| 87  | Buttons and Bows                                            | Viso pallido                              | 1948 | Bob Hope                                                   |
| 88  | Do-Re-Mi                                                    | Tutti insieme appassionatamente           | 1965 | Julie Andrews                                              |
| 89  | Puttin' on the Ritz                                         | Frankenstein Junior                       | 1974 | Gene Wilder e Peter Boyle                                  |
| 90  | Seems Like Old Times                                        | Io e Annie                                | 1977 | Diane Keaton                                               |
| 91  | Let the River Run                                           | Una donna in carriera                     | 1988 | Carly Simon                                                |
| 92  | Long Ago (and Far Away)                                     | Fascino                                   | 1944 | Gene Kelly                                                 |
| 93  | Lose Yourself                                               | 8 Mile                                    | 2002 | Eminem                                                     |
| 94  | Ain't Too Proud to Beg                                      | Il grande freddo                          | 1983 | Temptations                                                |
| 95  | (We're Off on the) Road to Morocco                          | Avventura al Marocco                      | 1942 | Bing Crosby e Bob Hope                                     |
| 96  | Footloose                                                   | Footloose                                 | 1984 | Kenny Loggins                                              |
| 97  | 42nd Street                                                 | Quarantaduesima strada                    | 1933 | Ruby Keeler, Dick Powell                                   |
| 98  | All That Jazz                                               | Chicago                                   | 2002 | Catherine Zeta-Jones e Renée Zellweger                     |
| 99  | Hakuna Matata                                               | Il re leone                               | 1994 | Nathan Lane, Ernie Sabella e Joseph Williams               |
| 100 | Old Time Rock and Roll                                      | Risky Business                            | 1983 | Bob Seger                                                  |